# FK Skopje
FK Skopje (maced. Фудбалски клуб Cкoпje) – północnomacedoński klub piłkarski, mający siedzibę w stolicy kraju Skopje.

## Historia
Chronologia nazw: 
- 1960: FK MIK (Metalska Industrija Kale) (mac. ФК МИК - ФК Металска Индустрија Кале Скопjе)
- 19??: SK Skopje (mac. CК Cкoпje)
- 200?: FK Skopje (mac. ФК Cкoпje)

Klub Piłkarski FK MIK został założony w 1960 roku w wyniku fuzji klubów FK Metalec i FK Industrijalec. Zespół występował w rozgrywkach Macedońskiej republikańskiej lidze, a w sezonie 1969/70 zdobył mistrzostwo Macedonii. Grał w drugiej lidze Jugosławii przez dwa sezony. Potem klub zmienił nazwę na SK Skopje. W sezonie 1991/92 zajął przedostatnie 17.miejsce w Macedońskiej republikańskiej lidze i został zakwalifikowany do II ligi mistrzostw niepodległej Macedonii.
W sezonie 1992/93 debiutował w pierwszych oficjalnych rozgrywkach Mistrzostw Macedonii, występując w drugiej lidze. W sezonie 1996/97 zdobył mistrzostwo grupy zachodniej i awansował do I ligi. Po dwóch sezonach gry w pierwszej lidze, w 1999 spadł do drugiej ligi, a potem do III ligi. W sezonie 2002/03 zdobył najpierw mistrzostwo grupy północnej, a potem w meczach play-off wywalczył awans do drugiej ligi. Następnie klub przyjął obecną nazwę FK Skopje. W sezonie 2009/10 zajmując drugie miejsce w drugiej lidze klub powrócił do pierwszej ligi. Jednak następny sezon 2010/11 zakończył na dziewiątym miejscu i zagrał w barażach, gdzie został pokonany przez Miravaca 4:1 i szybko wrócił do drugiej ligi. Po zakończeniu sezonu 2016/17, w którym zajął drugie miejsce w drugiej lidze, klub znów awansował do pierwszej ligi.

## Sukcesy

### Trofea krajowe
| \| \| Zdobyte trofea w rozgrywkach Macedonii Północnej (stan na: 31-05-2017) \| |                                                                        |      |                  |
| Rozgrywki                                                                       | Osiągnięcie                                                            | Razy | Sezon(y)         |
| Mistrzostwo                                                                     | I miejsce                                                              | 0    |                  |
| Mistrzostwo                                                                     | II miejsce                                                             | 0    |                  |
| Mistrzostwo                                                                     | III miejsce                                                            | 0    |                  |
| Mistrzostwo                                                                     | 9. miejsce                                                             | 1    | 2010/11          |
| Puchar                                                                          | zdobywca                                                               | 0    |                  |
| Puchar                                                                          | finalista                                                              | 0    |                  |
| Puchar                                                                          | półfinalista                                                           | 2    | 1997/98, 2009/10 |
| II liga                                                                         | I miejsce                                                              | 1    | 1996/97 (północ) |
| II liga                                                                         | II miejsce                                                             | 2    | 2009/10, 2016/17 |
| II liga                                                                         | III miejsce                                                            | 0    |                  |
| Macedonia Północna                                                              | Zdobyte trofea w rozgrywkach Macedonii Północnej (stan na: 31-05-2017) |      |                  |

## Stadion
Klub rozgrywa swoje mecze domowe na stadionie Awtokomanda w Skopju, który może pomieścić 4 000 widzów.